# Onthophagus joliveti
Onthophagus joliveti är en skalbaggsart som beskrevs av Renaud Maurice Adrien Paulian 1972. Onthophagus joliveti ingår i släktet Onthophagus och familjen bladhorningar. Inga underarter finns listade i Catalogue of Life.